# Birgitta Böhlin
Birgitta Ågren Böhlin, född 16 april 1948, är en svensk tidigare ämbetsman.
Birgitta Böhlin avlade ekonomexamen vid Handelshögskolan i Göteborg 1971. Från 1992 till 1995 var hon sjukhusdirektör för Huddinge sjukhus,, därefter generaldirektör för Försvarets materielverk 1995-2005. Åren 2005-2011 var hon verkställande direktör för Samhall. Efter att Christina Lugnet fått lämna tjänsten som generaldirektör för Tillväxtverket tillförordnades Böhlin som generaldirektör 2012–2013. I april 2017 tillträdde hon som generaldirektör för Statens Fastighetsverk, efter att generaldirektör Björn Anderson fått lämna sin tjänst efter misstankar om korruption vid myndigheten.
Böhlin har varit styrelseordförande för SP Sveriges Tekniska Forskningsinstitut, Apoteksgruppen, Lernia, Mittuniversitetet, Statens servicecenter och Almi. Hon är ledamot av Innovationsrådet.